# チュワン・リークパイ
チュワン・リークパイ（タイ語: ชวน หลีกภัย、英語: Chuan Leekpai、中国語: 呂基文、1938年6月28日 - ）は、タイ王国の政治家。元下院（人民代表院）議員。
首相（第27・30代）、法務相、商務相、教育相、民主党党首を歴任した。現在タイの国会議長兼下院議長を務めている。

## 経歴
トラン県の華人の家庭に生まれた。貧しいながらも苦学してタマサート大学に進学し、卒業する。後に弁護士としての活動を始めた。1969年にはトラン県選出の下院議員として政界入りする。法務相､商務相、教育相などを歴任し、1992年には民主党党首に就任した。

### 首相として
1992年､スチンダー政権は民主化勢力を武力で押さえ込もうとし、多数の死者を出す事件を起こした（暗黒の5月事件）。この事件はプミポン国王の調停により収束した。直後の出直し下院総選挙で民主党は第1党に躍進､チュワンは5党連立政権の首相に就任し、国民は軍人出身では無い文民のチュワンに期待を抱いた。
チュワン政権は、民主主義の育成、所得格差の是正、地方分権の推進、AFTA（ASEAN自由貿易地域）の推進などを政権の方針としたが、連立政権間の軋轢と内紛が絶えず、難しい政権運営を余儀なくされた。
1994年12月にチャワリット党首率いる新希望党が連立与党から離脱し、政権は少数与党政権となったが国家開発党を取り込みなんとか危機を切り抜けた。しかし、その後、プーケットにおける農地改革に絡む汚職事件を野党に攻撃され、下院を解散したものの総選挙で敗れて退陣した。

### 首相再登板
1997年のアジア通貨危機でチャワリット政権が崩壊した際に新たな連立政権を組み、首相再登板となった。金融政策に精通したターリンを財務相、同じく金融政策に精通し、後に世界貿易機関（WTO）事務局長となるスパチャイを商務相にあて、経済危機にあたった。また、チュワンは異例ではあるが国防相を兼任し、スラユット司令官と共に軍備の近代化をはじめ、軍のリストラを推し進めた。
国際通貨基金（IMF）の支援と助言の元、減税、雇用創出、公共投資、中小企業支援等を内容とする経済政策を打ち出した。特に不良債権処理を促進するための政策を行った。これらの政策は一定の成果を挙げたが、国民には不人気であった。
2001年の総選挙ではタクシン率いるタイ愛国党に敗北し退陣した。

### 首相辞任後
首相辞任後の2001年から2003年にかけては野党指導者の地位に就いていたが、2003年に民主党党首を退いた。その後は民主党最高顧問を務めている。

## 人物
首相在任中に借家住まいであったなど清廉で誠実な人柄で、国民に人気があったほか、プミポン国王からも深く信頼されているとされる。ただ、首相としては｢優柔不断｣といった批判を受けた。これは､連立政権のゆえや、本人に資金がない（資産は300万バーツ）という面も影響したとみられる。